# JOYFUL²
JOYFUL²(ジョイフル・ジョイフル)は、2023年3月31日から放送されているZIP-FMのラジオ番組である。

## 概要
2023年3月24日まで放送されていたJOYFULをリニューアルする形で制作された。
HIPHOPアーティストのSEAMOと清里千聖がナビゲーターを務める金曜午後の情報バラエティー番組。ZIPエリアの大人へ向けた「喜びに満ちた」時間をコンセプトとしている。
番組で公式に用いられるXのハッシュタグは、『＃エンジョイフル』である。

## ナビゲーター
- SEAMO
- 清里千聖

### 代演
- 町田こーすけ（2024年1月5日）

SEAMOがインフルエンザに罹患した時の代演。
- 矢方美紀（2024年5月17日 - 9月27日）[3]

清里の産休による代演。
- 高樹リサ（2024年7月26日・8月2日）

矢方の仕事の都合による代演。「FRIDAY MUSIC PUZZLE」から続けて出演した。

## コーナー

### 現在
「SEAMO'S ANGLE」
SEAMOが気になっているトピックを紹介するコーナー。
「CHISEI'S ANGLE」
清里が気になっているトピックを紹介するコーナー。
「レジェンド・オブ・シーモネーター」
リスナーが聞いたシーモネーターについての伝説を投稿し、友人のSEAMOがその伝説が本当かジャッジするコーナー。
「JOYFUL HOT 100」
ZIP-FMの人気プログラムZIP HOT 100に見立てて様々なトピックのTOP100をカウントダウンする。 ただし、コーナーの持ち時間が10分程度しかないためチャートの大部分は割愛される。

### 過去に存在したコーナー
「ニチレイ HAPPY FOODS」
ニチレイの冷凍食品のアレンジレシピを紹介する。レシピはZIP-FMのブログにも掲載されている。
「MELODIES & MEMORIES」
リスナーと電話をつなぎ、思い出に残っている曲とエピソードを深堀りしていくコーナー。
「JOYFUL ON LOVE IT」
リスナーが愛してやまないモノを紹介するコーナー。
「Wonderful Songs For You」
課題曲のイントロに収まる素敵な曲紹介を考えるコーナー。
「ニャーモ Quiz Challenge」
ニャーモ先生に扮するSEAMOが猫に関するクイズに答えるコーナー。
「ワンモ Quiz Challenge」
ワンモ先生に扮するSEAMOが犬に関するクイズに答えるコーナー。

## 企画
奇跡の超能力者シモ・ゲラー緊急来日
超能力者シモ・ゲラーに扮するSEAMOがOA3時間で何回奇跡を起こせるか挑戦する企画。
No.1 Cat Imitation Championship!
リスナーとSEAMOが猫の鳴き真似で対決する企画。
No.1 crow Imitation Championship!
リスナーとSEAMOがカラスの鳴き真似で対決する企画。
清里千聖の次は誰だ!? SEAMOの相方オーディション
ZIP-FMのナビゲーター8名とニュースアナ1名が参加し、SEAMOの相方になった際の公約を発表する企画。次週の放送でこのオーディデョンが茶番であったことがSEAMOから発表された。

## 放送時間
- 毎週金曜 13:00 - 16:00（JST）（2023年3月31日 - 2025年3月28日）
- 毎週金曜 12:00 - 15:00（JST）（2025年4月4日 -（予定））